# John Krige
John Krige (* 26. September 1941) ist ein südafrikanischer Wissenschaftshistoriker.
Krige studierte physikalische Chemie an der University of Pretoria (Bachelor-Abschluss 1960, Master-Abschluss 1962, Promotion 1965) und Philosophie und Wissenschaftsgeschichte an der University of Sussex mit dem Master-Abschluss 1973 und der Promotion 1979. Er schrieb die Geschichte der ESA als Leiter einer Forschungsgruppe in der Cité des sciences et de l’industrie in Paris. Er ist seit 2000 „Kranzberg Professor“ am Georgia Institute of Technology.
Er ist bekannt als Verfasser bzw. Ko-Autor der Geschichte der European Space Agency (ESA) und CERN und befasst sich mit dem Wiederaufbau von Wissenschaft und Technologie in Europa nach dem Zweiten Weltkrieg und der Rolle von Wissenschaft und Technik als Instrumente der US-Außenpolitik im Kalten Krieg. In jüngster Zeit befasst er sich mit Wissensregulation und Nationaler Sicherheit in den USA der Nachkriegszeit.
Er war Gastprofessor am Caltech und 2004/05 „Charles E. Lindberg Professor of Aerospace History“ am National Air and Space Museum in Washington D.C.
2009 erhielt das von ihm und Arturo Russo geleitete ESA History Project die Koyré-Medaille. 2005 erhielt er die Henry W. Dickinson Medaille der Newcomen Society.
Er war Herausgeber der Zeitschrift History and Technology.

## Schriften
- Science, Revolution and Discontinuity, Brighton, Harvester Press 1980, Reprint Aldershot 1994
- als Herausgeber: Choosing Big Technologies, Harwood 1993
- mit L. Guzzetti: History of European Scientific and Technological Collaboration, EU-Kommission 1997
- mit Armin Hermann, U. Mersits, D. Pestre: History of CERN, Band 1,2, North Holland 1987, 1990
- The history of CERN, Band 3, The years of consolidation 1966–1980, North Holland 1996
- mit Arturo Russo, L. Sebesta: A history of the European Space Agency, 2 Bände, Nordwijk: ESA SP1235, 2000
- mit I. Löwy: Images of Disease. Science, Public Policy and Health in Postwar Europe, Brüssel, EU-Kommission 2001
- American Hegemony and the Postwar Reconstruction of Science in Europe, MIT Press 2006
- Herausgeber mit Kai-Henrik Barth: Global Power: Knowledge, Science and Technology in: International Affairs, Osiris, Band 21, University of Chicago Press, 2006
- Euratom and American Foreign Policy in the Late 1950s, in: Historical Studies in the Natural Sciences, Band 38, 2008, S. 5–44
- Carrying American Ideas to the Unconverted: MIT’s Failed Attempt to Export Operations Research to NATO, in: Grégoire Mallard, Catherine Paradeise, Ashveen Peerbaye (Hrsg.): Global Science and National Sovereignty, New York 2008, S. 120–142
- mit Angelina Long Callahan, Ashok Maharaj: NASA in the World. Fifty Years of International Collaboration in Space, Palgrave Macmillan, 2013
- Herausgeber mit Naomi Oreskes: Science and Technology in the Global Cold War, MIT Press, 2014
- Herausgeber mit Jessica Wang: Nation, Knowledge and Imagined Futures: Science, Technology and Nation-Building, Post-1945, in: History and Technology, Band 31, 2015, S. 171–340
- Sharing Knowledge Shaping Europe. US Technological Collaboration and Nonproliferation, Cambridge: MIT Press, 2016
- als Herausgeber: How Knowledge Moves: Writing the Transnational History of Science and Technology, University of Chicago Press 2019